# Universidad de Wageningen
La Universidad de Wageningen, también conocida como Wageningen University & Research (siglas WUR) es una universidad pública de investigación en Wageningen, Países Bajos. Se encuentra en la región conocida como Food Valley.
La universidad está conformada por la Universidad de Wageningen y el antiguo instituto de investigación agrícola del Ministerio de Agricultura holandés. Es conocida por sus programas de estudios agrícolas, forestales y ambientales. La universidad tiene alrededor de 12 000 estudiantes provenientes de más de 100 países. También es miembro de la red universitaria Euroliga de Ciencias de la Vida (ELLS).
La universidad se ubica entre las 150 mejores universidades del mundo de tres rankings de clasificación. Wageningen ha sido votada como la universidad número uno en los Países Bajos durante quince años consecutivos. Esta casa de estudios figura en el puesto 59.º del mundo según el Times Higher Education Ranking y la mejor del mundo en agricultura y silvicultura según el QS World University Rankings 2016-2020. La Universidad de Wageningen ocupa el primer lugar en los campos de la ciencias biológicas, la ecología y las ciencias agrícolas por el US News & World Report. La universidad está considerada como la principal institución de investigación agrícola del mundo.

## Historia
En 1876 se fundó la Rijkslandbouwschool (Escuela Nacional de Agricultura) en Wageningen. Desarrollada para ofrecer formación de nivel superior, en 1896 cambió su nombre a «Hoogere Land- en Boschbouwschool» (Escuela Superior de Agricultura y Silvicultura) y, en 1904, a «Rijks Hoogere Land-, Tuin- en Boschbouwschool» (Escuela Nacional de Agricultura, Horticultura y Silvicultura).
En 1918, la escuela se convirtió en una institución académica por ley (Ley de Educación Académica). El nombre cambió a «Rijks Landbouw Hoogeschool» (Escuela Nacional de Agricultura), que actualmente se celebra por su dies natalis (fecha de fundación), el 9 de marzo de 1918.
En 1986, las hogescholen (equivalentes a institutos tecnológicos o escuelas de negocios de carácter científico e investigador ) se denominaron "Universidad" tras una modificación de la Ley de Educación Académica. El nuevo nombre pasó a ser «Landbouwuniversiteit Wageningen» (LUW) (Universidad Agrícola de Wageningen).
Con el paso de los años, la investigación y la docencia se diversificaron hacia las ciencias de la vida en general. En 1997, cuando los institutos de investigación agrícola (Dienst Landbouwkundig Onderzoek / Servicio de Investigación Agrícola) se fusionaron con la universidad, el nuevo holding cambió su nombre a Wageningen UR (Wageningen University and Research Centre), y la universidad pasó a llamarse Universidad de Wageningen. Según la legislación neerlandesa, la universidad y los institutos debían seguir siendo entidades jurídicas independientes.
En 2006, la Universidad de Ciencias Aplicadas Van Hall Larenstein se integró a la Universidad de Wageningen UR. El objetivo era mejorar la colaboración entre la docencia aplicada y la investigación en Van Hall y la investigación académica en la Universidad de Wageningen. Esto también facilitaría la continuidad de los programas académicos de los estudiantes al finalizar su titulación aplicada. Sin embargo, debido a las diferencias en la cultura organizativa y la incompatibilidad de procedimientos, la colaboración siguió siendo problemática. En 2012, se decidió que Van Hall Larenstein dejaría la UR para continuar como centro independiente. En la primavera de 2015, la separación se vio marcada por el traslado de los estudios finales de Van Hall Larenstein, con sede en Wageningen, a Velp.
En 2009, se decidió que la universidad utilizaría la marca inglesa en su comunicación. La investigación universitaria podría presentarse bajo el nombre de la universidad: Universidad de Wageningen (WU), o bajo el nombre de Universidad e Investigación de Wageningen (WUR). El 6 de septiembre de 2016, la Universidad de Wageningen y los institutos de investigación se convirtieron en una marca conjunta: Wageningen University & Research (WUR).
El 9 de marzo de 2018, la Universidad de Wageningen celebró su centenario. En 2018, se organizaron numerosos eventos y festividades en el campus y en la ciudad de Wageningen, y la universidad recibió un carillón instalado en el campus principal.

## Organización

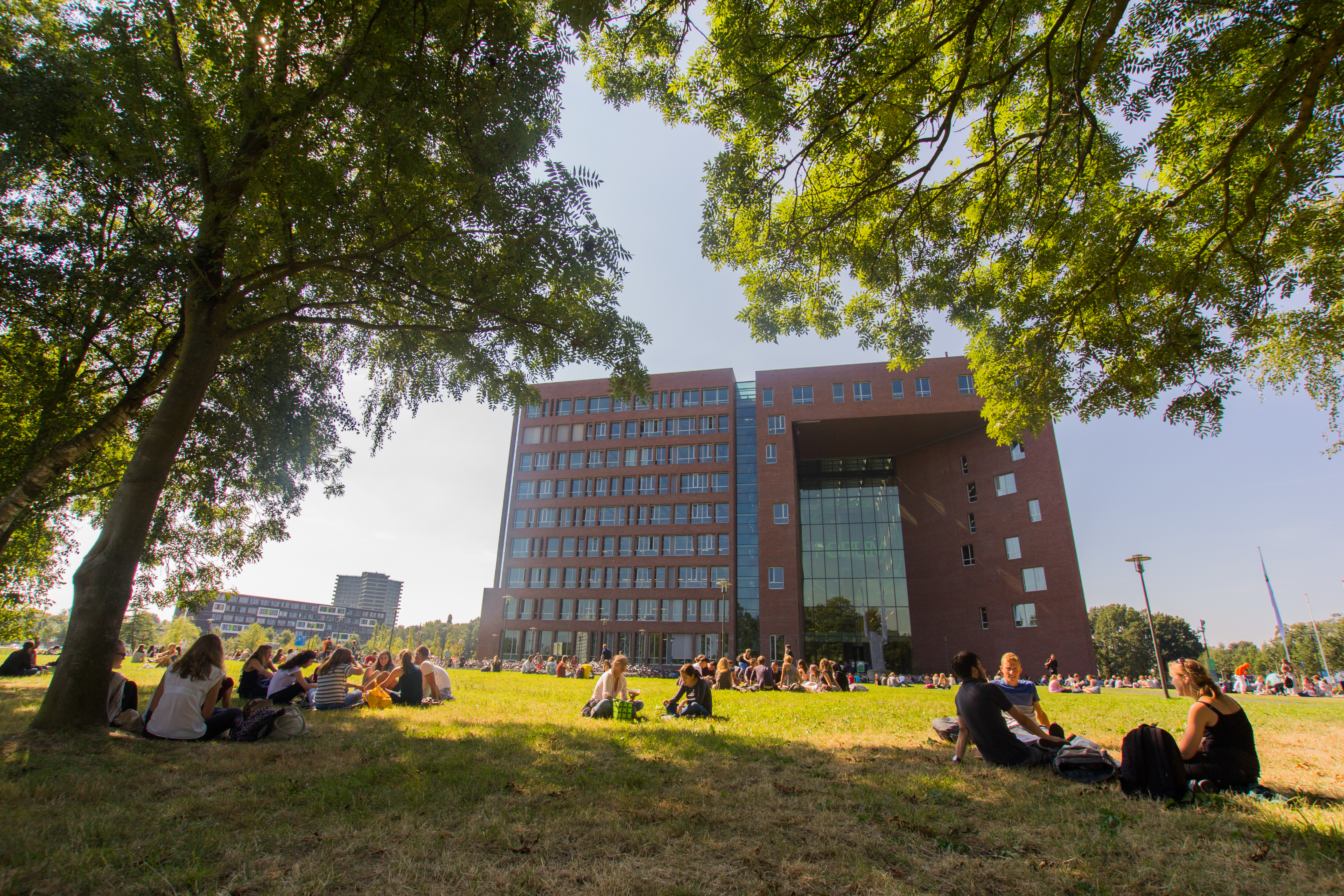
Forum, uno de los campus de Wageningen

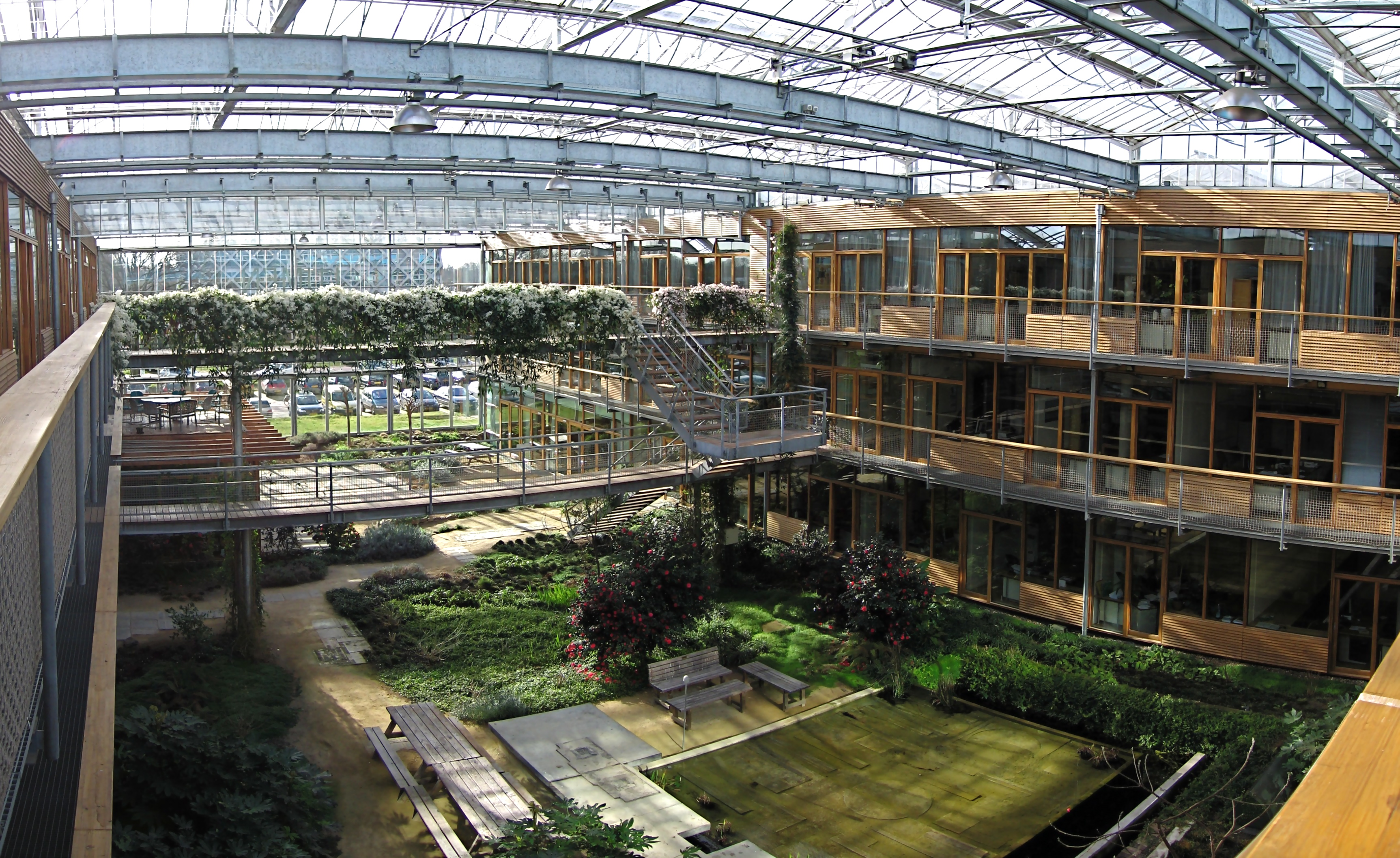
Panorama del invernadero del edificio Lumen

La parte universitaria consta de una facultad, dividida en cinco departamentos:
- Grupo de Agrotecnología y Ciencias de los Alimentos
- Ciencias Animales (Grupo de Ciencias Animales)
  - Campus Lácteo en Leeuwarden
- Grupo de Ciencias Ambientales
- Ciencias Vegetales (Grupo de Ciencias Vegetales)
- Grupo de Ciencias Sociales

Estos departamentos trabajan dentro de las unidades de conocimiento de la Universidad e Investigación de Wageningen junto con los institutos de investigación especializados del antiguo Servicio de Investigación Agrícola (DLO).

### Institutos de investigación
Los siguientes institutos de investigación forman parte de la Universidad de Wageningen:
- Investigación medioambiental de Wageningen, anteriormente Alterra.[8]
- Investigación económica de Wageningen.[9]
- Investigación bioveterinaria de Wageningen, anteriormente Instituto Veterinario Central.[10]
- Centro de Innovación para el Desarrollo de Wageningen, anteriormente Centro de Innovación para el Desarrollo.[11]
- Investigación alimentaria y de base biológica de Wageningen.[12]
- Investigación ganadera de Wageningen[13]
- Investigación marina de Wageningen, anteriormente IMARES[14]
- Investigación de plantas de Wageningen[15]
- Campus lechero.[16][17][18]
- Investigación sobre seguridad alimentaria de Wageningen, anteriormente RIKILT[19]

## Áreas académicas

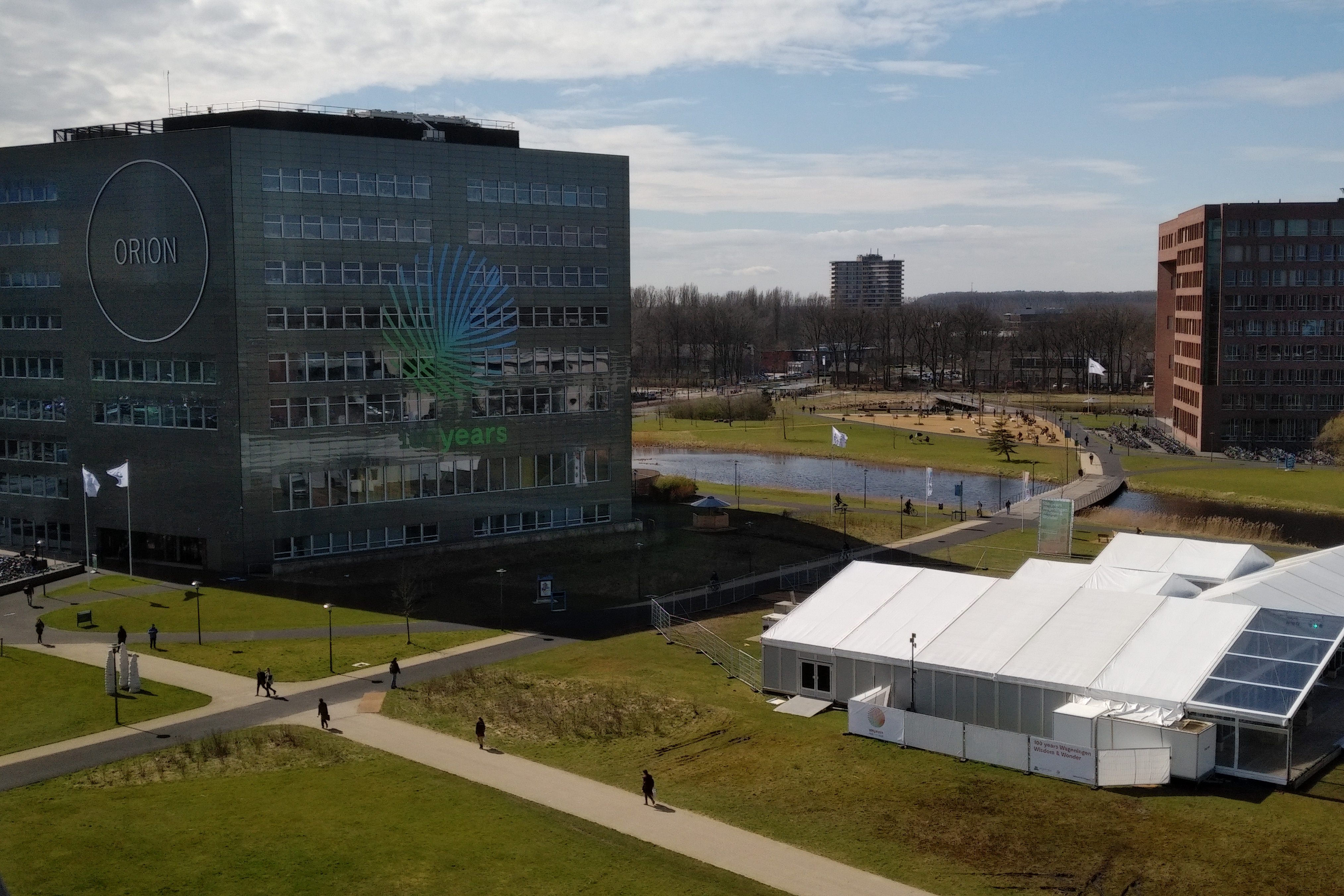
100 años de WUR en el campus

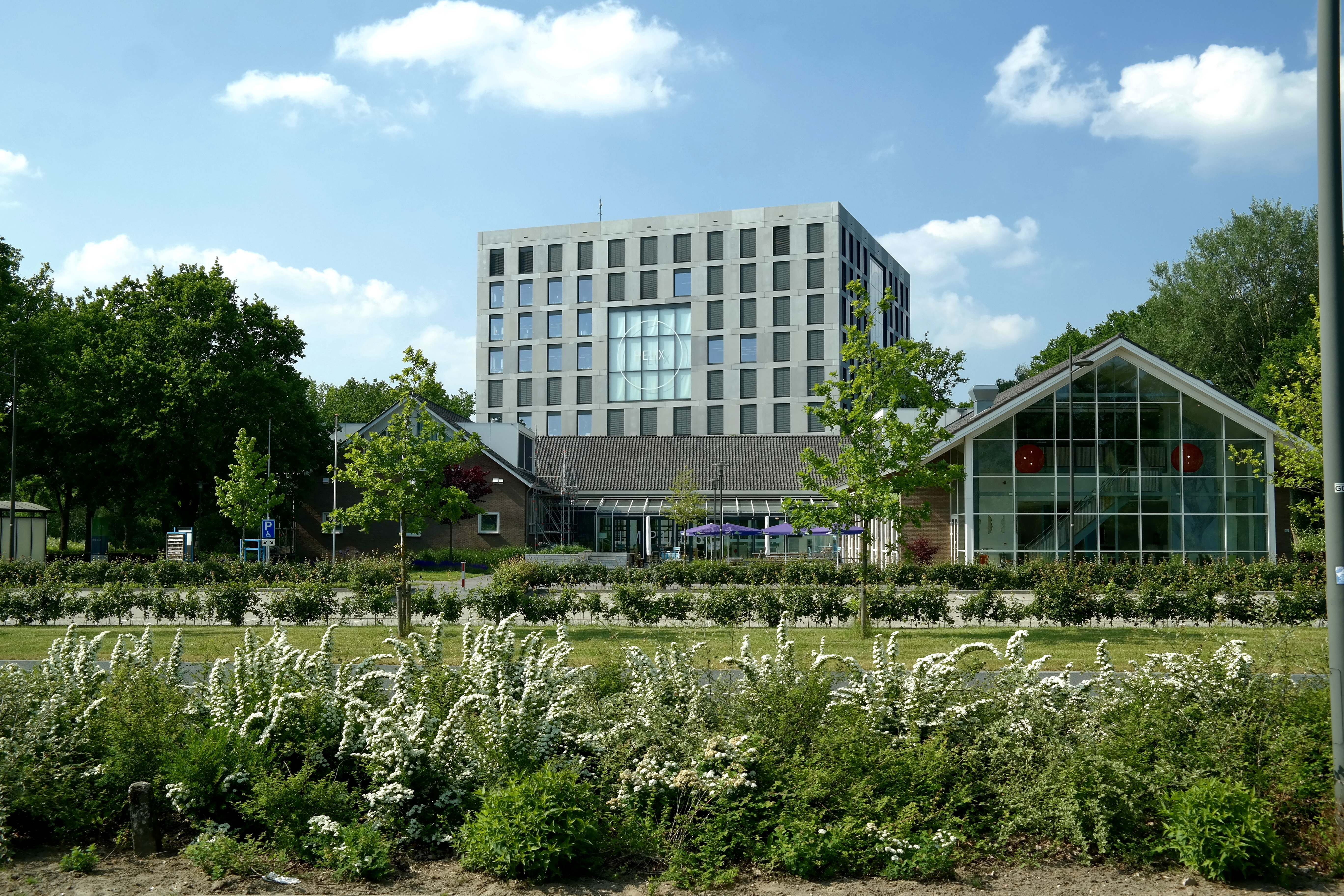
Edificios Helix e Impulse en Stippeng

La Universidad de Wageningen ofrece formación en nutrición y medio ambiente. Se centra en tres temas principales: salud, estilo de vida y medios de subsistencia, alimentación y producción alimentaria, y medio ambiente. En 2024, la universidad  incluyó 21 programas de Bachelor of Science (BSc) y 44 programas de Master of Science (MSc).

### Pregrado
| Área                           | Programas académicos |
| ------------------------------ | --- |
| Programas en inglés            | - Ciencias animales - Ciencias ambientales - Ciencia de datos para desafíos globales - Tecnología de los alimentos - Gestión internacional de tierras y aguas - Ciencias marinas - Suelo, agua, atmósfera - Turismo |
| Programas en inglés y holandés | - Agrotecnología - Arquitectura del paisaje y Ordenación del territorio - Biología - Biotecnología - Ciencia de datos para desafíos globales - Ciencias de las plantas - Ciencias Empresariales y del Consumidor - Ciencias moleculares de la vida - Comunicación y Ciencias de la vida - Economía y política - Estudios de Desarrollo Internacional - Gestión de los bosques y la naturaleza - Nutrición y Salud - Salud y Sociedad |

### Posgrado
Los programas de maestría de dos años se imparten íntegramente en inglés:
- Acuicultura y gestión de recursos marinos
- Administración, Economía y Estudios del Consumidor
- Agricultura y sistemas alimentarios resilientes
- Agroecología
- Análisis de la cadena de suministro sostenible
- Análisis, Diseño e Ingeniería Metropolitana
- Arquitectura y planificación del paisaje
- Bioinformática
- Biología
- Biotecnología
- Biotecnología vegetal
- Ciencia de datos para la alimentación y la salud
- Ciencia de la geoinformación
- Ciencias Ambientales
- Ciencias Animales
- Ciencias de base biológica
- Ciencias de las plantas
- Ciencias moleculares de la vida
- Comunicación, Salud y Ciencias de la Vida
- Conservación de los bosques y la naturaleza
- Desarrollo e Innovación Rural
- Economía de la Sostenibilidad
- Epidemiología nutricional y salud pública
- Estudios climáticos
- Estudios de Alimentación
- Estudios de Desarrollo Internacional
- Estudios del consumidor
- Gestión Ambiental Urbana
- Gestión de Información Geográfica y Aplicaciones
- Gestión de la calidad de los alimentos
- Gestión internacional de tierras y aguas
- Gestión Sanitaria en Acuicultura
- Gobernanza de las Transformaciones de la Sostenibilidad
- Ingeniería de Biosistemas
- Mejoramiento de plantas
- Mejoramiento y Genética Animal
- Negocios sostenibles e innovación
- Nutrición y Salud
- Seguridad alimentaria
- Tecnología de Alimentos
- Tecnología de los alimentos
- Tecnología del Agua
- Tierra y medio ambiente
- Turismo, Sociedad y Medio Ambiente

## Controversias
La Universidad de Wageningen ha sido criticada debido a las afirmaciones de parcialidad en la investigación. Un caso se refiere a una investigación sobre el trastorno del colapso de colonias de abejas. La investigación realizada por Tjeerd Blacquière sobre el tema ha causado controversia debido a los fondos recibidos para la investigación del productor alemán de pesticidas Bayer, el mayor productor mundial de insecticidas neonicotinoides, un factor sospechoso para el trastorno de colapso de colonias.
En 2018, la revista holandesa OneWorld acudió a los tribunales en un intento de exigir el acceso a los contratos entre la universidad y Bayer, Syngenta y Monsanto, pero OneWorld finalmente perdió el caso judicial.

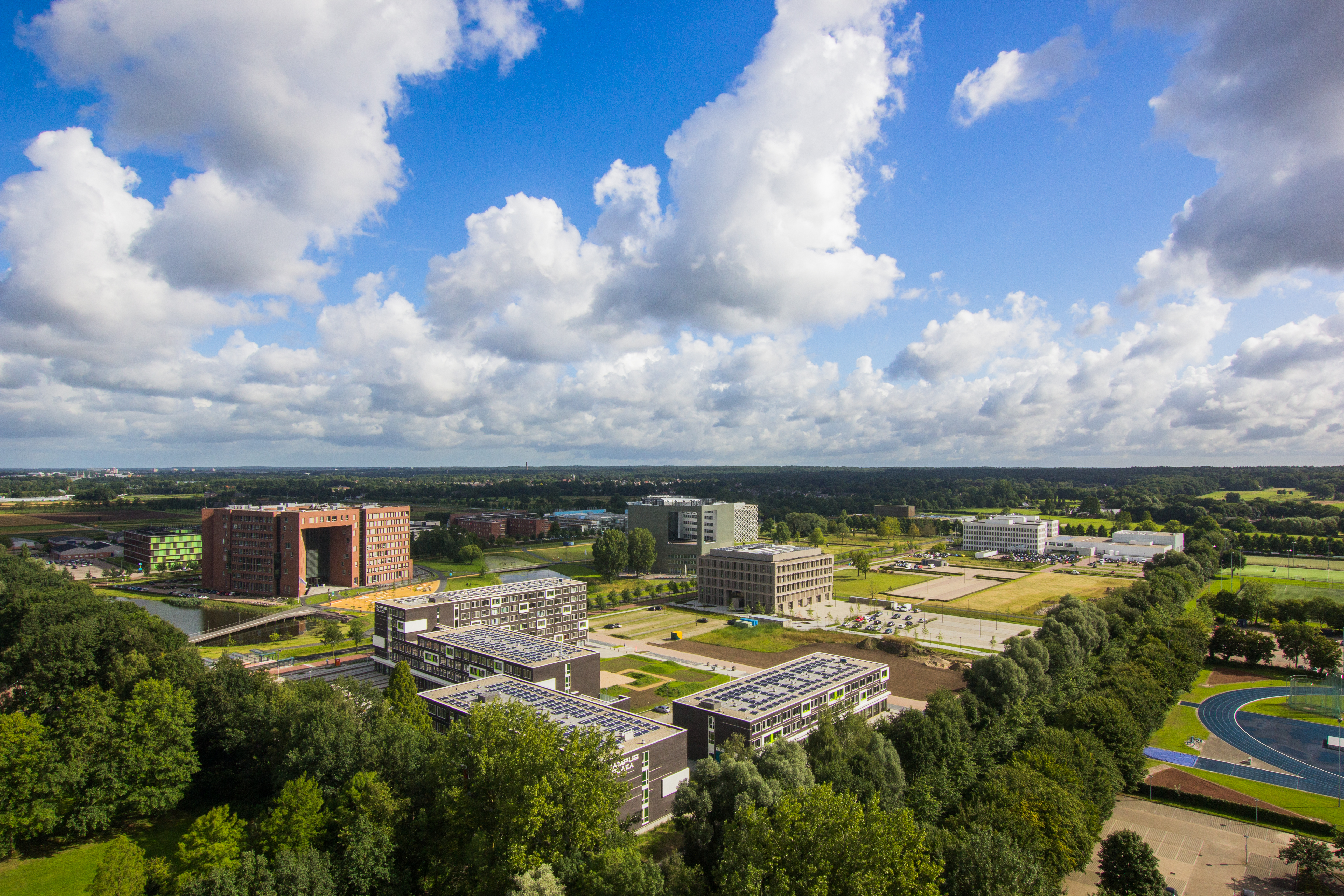
Panorama del campus de la universidad

## Clasificaciones

### Rankings internacionales
En el campo de las ciencias de la vida, ciencias agrícolas y ambientales, la universidad se considera de clase mundial. Según el Ranking Mundial de Universidades de Times Higher Education, es la mejor universidad de los Países Bajos y la número 1 en todo el mundo, en los campos de la agricultura y silvicultura para 2017, en las listas de QS World University Rankings.
- En el ranking de US News & World Report de 2019[30] Wageningen ocupa el primer lugar en ciencias biológicas y ecología.
- En el Ranking Nacional de Taiwán 2017-2018[31] la Universidad de Wageningen ocupa el primer lugar en el campo de la agricultura.[32]
- En el Ranking Nacional de Taiwán 2017-2018 la Universidad de Wageningen ocupa el primer lugar en el campo del Medio Ambiente y Ecología.[33]
- En el Ranking de Shanghái de 2016, la Universidad de Wageningen ocupó el puesto 101-150.º entre las mejores universidades del mundo en general[34] y el puesto 36.º entre las mejores en ciencias biológicas y agricultura.[35]
- En las clasificaciones universitarias mundiales de Times Higher Education de 2017[36] la Universidad de Wageningen ocupó el puesto 25.º del mundo y el 16.º en ciencias biológicas.
- En el ranking académico de universidades del mundo 2017[37] Wageningen ocupa el primer lugar en el campo de la ciencia y la tecnología de los alimentos.[38]
- En el QS World University Rankings 2016-2017, la Universidad de Wageningen ocupó el puesto 119.º en general en el mundo, el primero en el campo de la agricultura y la silvicultura, el cuarto en ciencias ambientales, el 13.º en estudios de desarrollo y el 83.º en ciencias biológicas y medicina.[39]